# 葛利斯163c
葛利斯163c（Gliese 163 c 或 Gl 163 c，發音： /ˈɡliːzə/）是一顆可能適合居住的太陽系外行星，母恆星是紅矮星葛利斯163。母恆星與地球的距離大約是49光年或15秒差距，位於劍魚座。葛利斯163c是行星系統三顆行星的其中一顆，質量至少是地球的6.9倍，因此被分類為超級地球（2.5到10倍地球質量類地行星）。

## 外部連結
- The Extrasolar Planets Encyclopedia （页面存档备份，存于）
- "The Habitable Exoplanets Catalog" （页面存档备份，存于）(PHL/UPR Arecibo)